# Selección de fútbol americano de Japón
La Selección de fútbol americano de Japón es el equipo representante de Japón en competencias internacionales de fútbol americano como la Copa Mundial y el Campeonato Mundial Universitario, y el equipo junior en la Copa Mundial Juvenil. Es administrada por la Asociación Japonesa de Fútbol Americano (社団法人日本アメリカンフットボール協会). Es considerado uno de los equipos más poderosos del mundo, desde que comenzó a participar de manera regular en torneos internacionales en la década de 1990, y fue la selección más ganadora en la Copa Mundial hasta 2015 cuando Estados Unidos logró su tricampeonato mundial.
Japón ganó la primera Copa Mundial de Fútbol Americano, celebrada en 1999, y la ganó de nuevo en 2003. En 2007 llegaron al partido final, perdiendo ante Estados Unidos por marcador de 23–20 en un partido que se fue a tiempo extra. En 2010 Japón venció a la selección alemana por 24-14 en el primer Tazón Alemania-Japón. En febrero de 2011, Japón apaleó a Corea del Sur (76-0) para calificar a la Copa Mundial de Fútbol Americano de 2011.

## Palmarés
- Copa Mundial de Fútbol Americano
  - Campeón (2): 1999, 2003
  - Subcampeón (2): 2007, 2015
  - Tercer lugar (1): 2011

- Campeonato Mundial Universitario de Fútbol Americano
  - Subcampeón (1): 2014
  - Tercer lugar (2): 2016, 2018

(Juvenil / Junior)
- Copa Mundial Juvenil
  - Subcampeón (1): 2024
  - Tercer lugar (2): 2009, 2012

- Campeonato Global Juvenil de la NFL
  - Tercer lugar (2): 2001, 2006